# Rosales (kommun)
Rosales är en kommun i Mexiko.   Den ligger i delstaten Chihuahua, i den nordvästra delen av landet, 1 200 km nordväst om huvudstaden Mexico City. Antalet invånare är 16 785. Arean är 1 717 kvadratkilometer.
Terrängen i Rosales är huvudsakligen kuperad, men norrut är den platt.
Följande samhällen finns i Rosales:
- Rosales
- Congregación Ortíz
- Ex-Hacienda Delicias
- Barranco Blanco
- Salón de Actos
- Loma Linda
- Orinda
- Santa Rita de Casia
- Agua Nueva